# Gallé Tibor
Gallé Tibor (Harta, 1896. augusztus 3. – Budapest, 1944. május 15.) magyar festő és grafikus.

## Életpályája és munkássága
Gallé István evangélikus lelkész és Pilcz Júlia fiaként született. Az első világháború befejezése után Olaszországba utazott. 1921 őszén a Nemzeti Szalon kiállításának csúcspontját adta meg két képe: Az Ősz, A sírásó. Hevesy Iván a Nyugat 1924. évi 15-16. számában méltatta művészetét. 1925-től 1928-ig a Képzőművészeti Főiskolán Rudnay Gyula tanítványa volt. 1925-ben a Lipótvárosi Kaszinóban, 1929 és 1931-ben az Ernst Múzeumban rendezett gyűjteményes kiállítást. 1931-től állami ösztöndíjjal Londonban grafikai tanulmányokat folytatott. Egyik rajzát a British Museum rajztárának adományozta.
1935-ben Budapesten festő- és szobrászképző iskolát alapított, amelyet haláláig vezetett. "Időnként iskolájával egy hajót bérelt, s a Földközi- vagy az Adriai-tengeren hajózva tanított.” Gallé Tibor festőiskolájában „elsősorban  a művészeti főiskolára felvételiző fiatalokat készített elő, másodsorban azokat a jelentkezőket várta, akik rajongásból vagy elhivatottságból művészek akartak lenni. A szabadiskolát a mester 1934-től 1944-ig működtette a VI. kerületi Bulyovszky utcai műteremlakásában. (…) A Gallé-iskolához való tartozás különlegességét a kortárs művészek, kritikusok és művészettörténészek vezetésével megszervezett tárlatlátogatások, a neves előadóművészek közreműködésével rendezett zenei estek, Gallé baráti köréből a Rudnay Gyulával, Aba Novák Vilmossal és Szőnyi Istvánnal való személyes találkozások és beszélgetések és a házi szakkönyvtár használata biztosította.”
1931–1940 között sok külföldi kiállításon vett részt, majd 1942-ben Budapesten volt kollektív kiállítása. Művészetében posztimpresszionista törekvések jelentkeztek. Többször kapott állami és fővárosi akvarelldíjat. 1966-ban Budapesten és Baján rendezték meg emlékkiállítását.

## Képgaléria

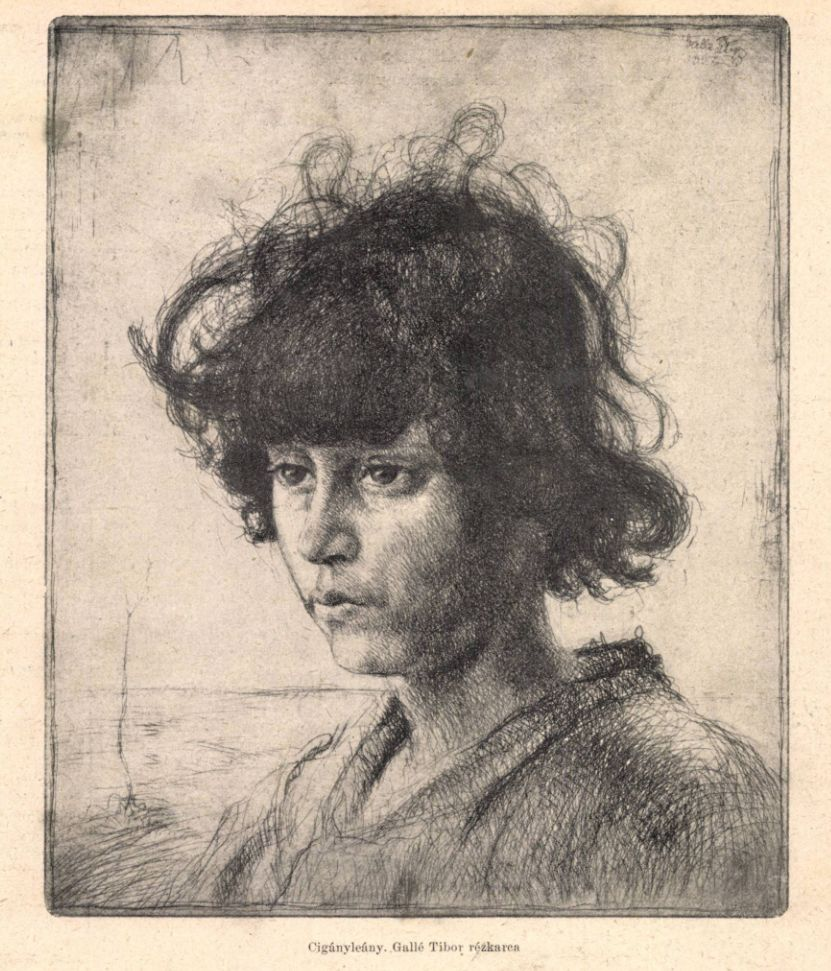
Cigányleány, rézkarc, Uj Idők, 1928
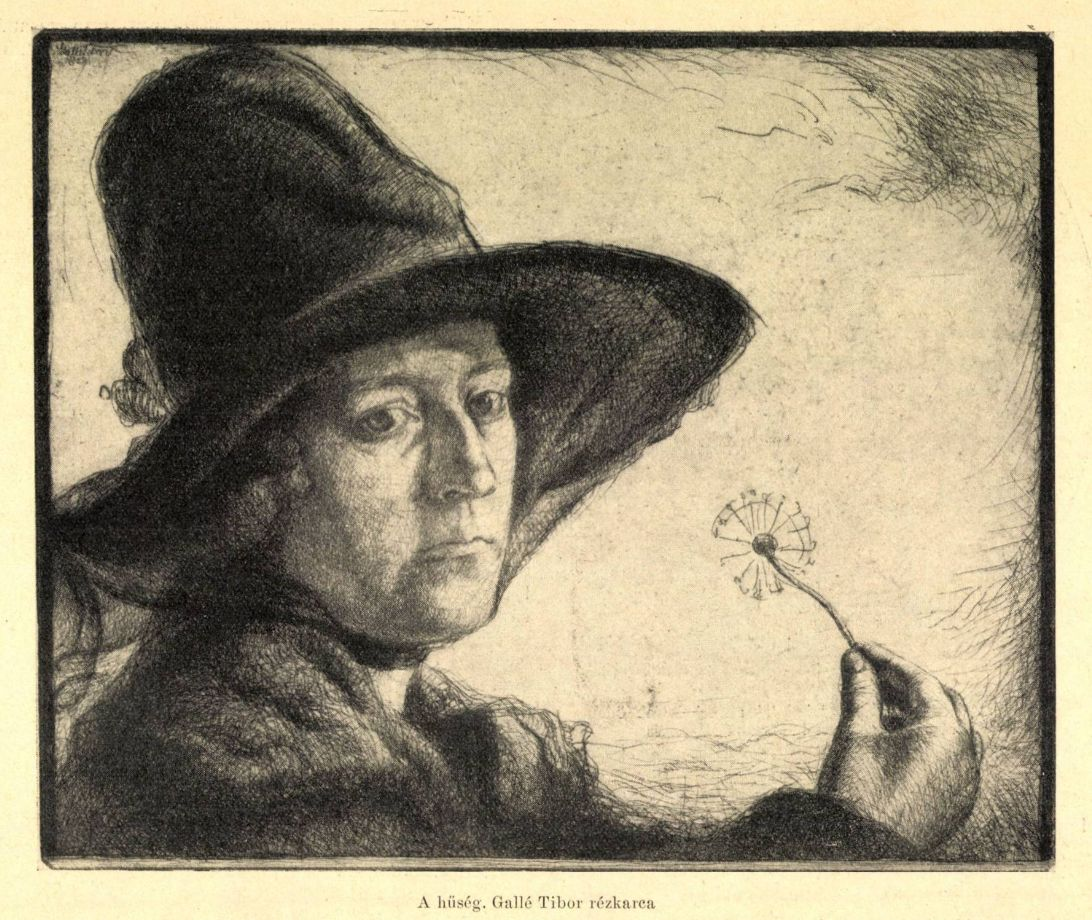
A hűség, rézkarc, Uj Idők, 1929
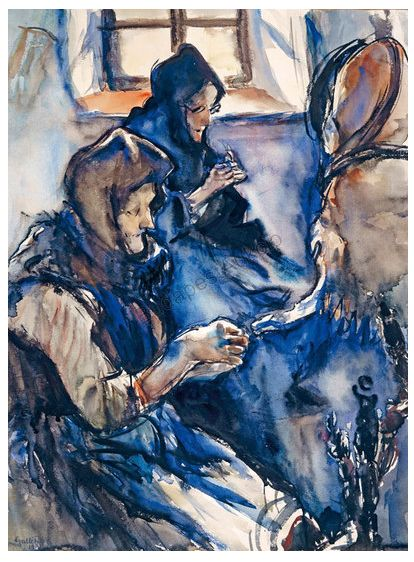
Fonóban, akvarell, papír, 1931
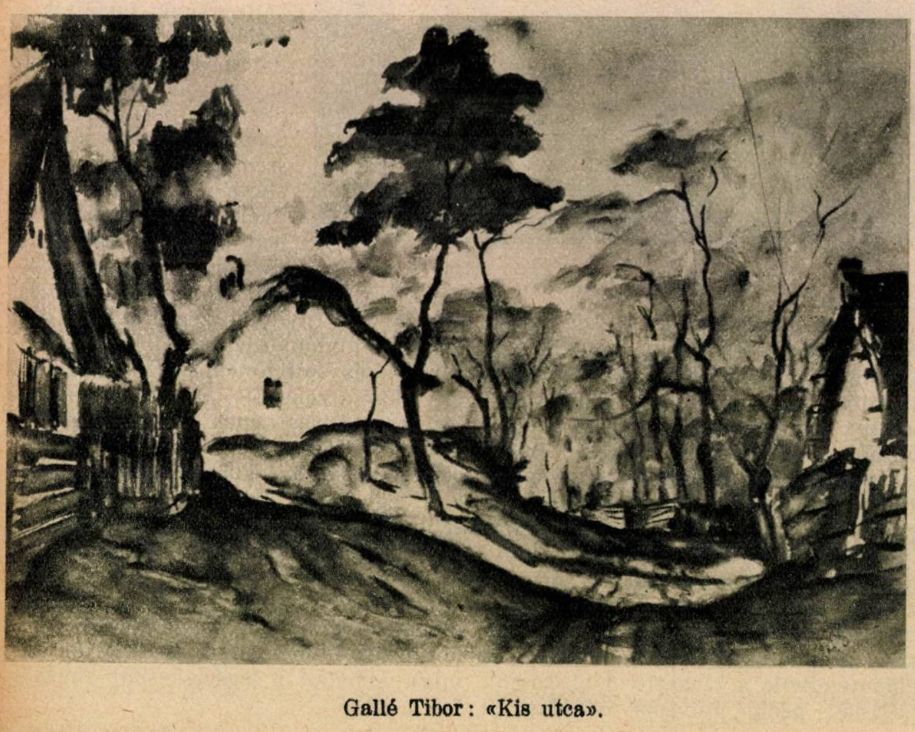
Kis utca, festmény, Képes Krónika, 1931
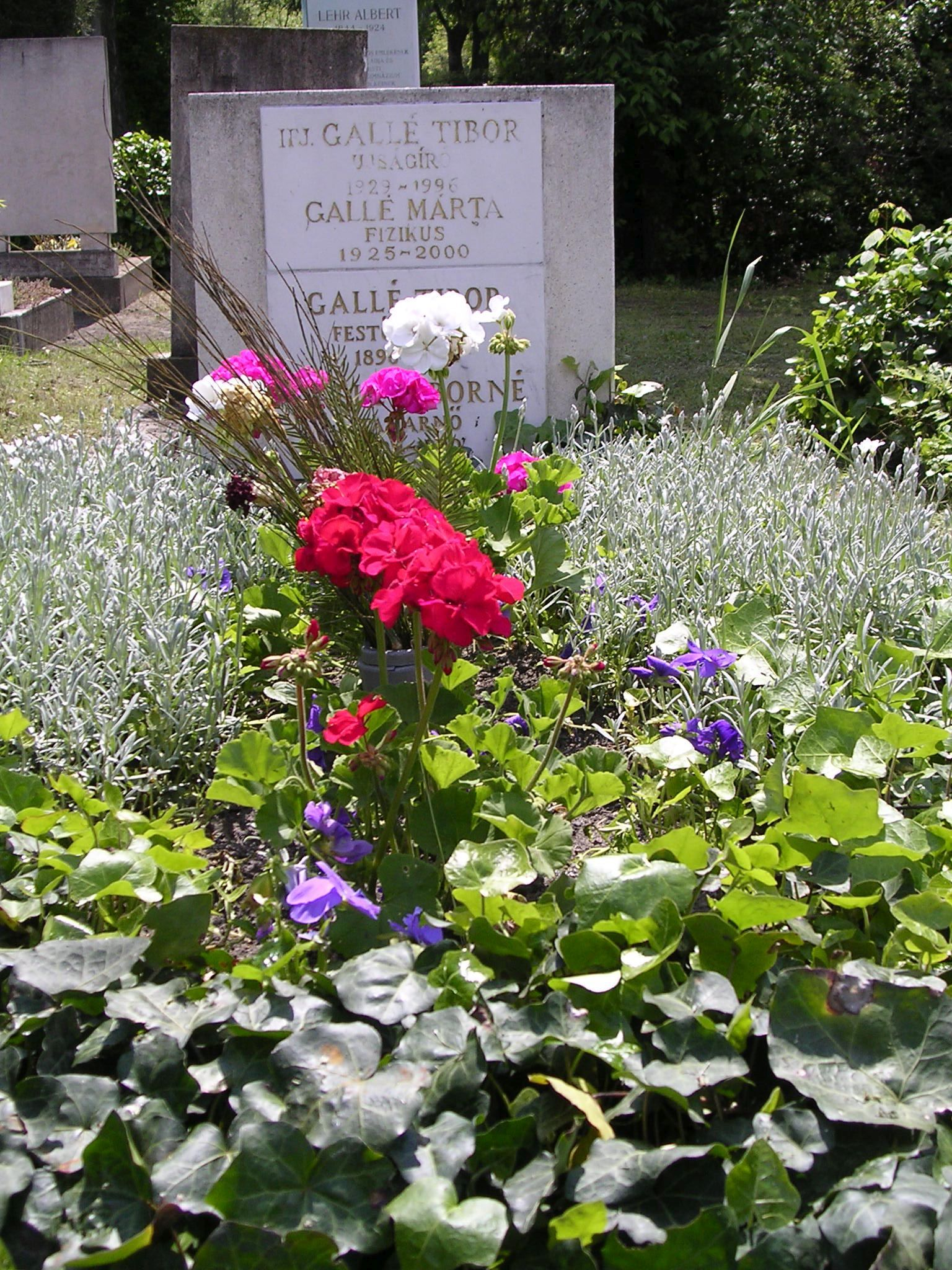
Sírja a Fiumei úti sírkertben